# George James Allman

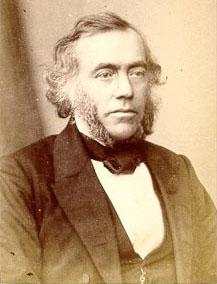
El autor, en 1860

George James Allman (Cork, 1812 - 1898, Ardmore, Parkstone, Dorset) fue un  naturalista, profesor emérito de historia natural en Edimburgo.

## Biografía
Era aborigen de Cork, Irlanda, hijo mayor de James Clugston Allman, de Bandon, comenzando su escolarización en la "Royal Academical Institution de Belfast". Se inició con estudios de derecho, mas lo abandona para seguir Ciencias naturales. En 1843, obtuvo su diploma de medicina en Dublín. Fue nombrado profesor de Botánica en la misma universidad, sucediendo a su tocayo William Allman (1776-1846). Se mantuvo por una docena de años hasta su partida a Edimburgo como profesor de Historia Natural; permaneciendo hasta 1870, cuando razones de salud le hizo renunciar a su cátedra y retirarse al condado de Dorset, donde se consagra su pasatiempo favorito, la horticultura.
Escribió numerosos artículos científicos. Su trabajo se centró en las principales Hydrozoa, publicando entre 1871 a 1872, a través de la Sociedad de Ray, una monografía exhaustiva, basada principalmente en sus propias investigaciones e ilustrado por excelentes dibujos realizados por él mismo. La Biología le debe numerosos términos de uso al día de hoy, como: endodermo y ectodermo para las dos capas de células de la superficie de Coelenterata.

## Honores
- Miembro de la Royal Society, 1854: medalla real en 1873
- Presidente de la Sociedad linneana de Londres (1874-1881
- En 1879 presidió la reunión en Sheffield de la British Association

## Algunas publicaciones
- Allman G. J. 1874. On the structure and systematic position of Stephanoscyphus mirabilis, the type of a new order of Hydrozoa. 5 pp.

### Libros
- Allman G. J. 1843. On a new genus of terrestrial gasteropod. The Athenaeum 1843 (829): 851. Londres
- --------------. 1850. A Monograph on the Gymnoblastic or Tubularian Hydroids. 450 pp. Reeditó General Books LLC, 2010, 404 pp. ISBN 115303904
- --------------. 1856. A Monograph of the Fresh-Water Polyzoa, Including All the Known Species, Both British and Foreign. 119 pp. Reeditó BiblioBazaar, LLC, en 2009, 176 pp. ISBN 1-115-06845-8
- --------------. 1867. Syllabus of the lectures on zoology and geology, and of the Thomsonian lectures on mineralogy, for the use of students attending the natural history class in the University of Edinburgh. Ed. Neill & Co. 31 pp.
- --------------. 1868. The method and aim of natural history studies: being an introduction a course of lectures on natural history delivered to working men in the Edingburgh mussum of science and art. Ed. Edmonston & Douglas. 20 pp.
- --------------. 1883. Report on the scientific results of the voyage of H.M.S. Challenger during the years 1872-76, under the command of Captain Sir George S. Nares and ... Captain Frank Tourle Thomson. Ed. printed for H.M.S.O. 54 pp.

- La abreviatura «G.J.Allman» se emplea para indicar a George James Allman como autoridad en la descripción y clasificación científica de los vegetales.[2]